# Želimir Mesarić
Želimir Mesarić (Zagreb, 14. listopada 1944.), hrvatski je kazališni redatelj, pedagog i kulturni djelatnik. 

## Životopis
U Zagrebu je završio Klasičnu gimnaziju. Studirao je klasičnu filologiju i engleski jezik na Filozofskom fakultetu u Zagrebu, a kazališnu režiju i radiofoniju diplomirao je 1972. godine na Akademiji za kazalište, film i televiziju.
Početak profesionalnog kazališnog djelovanja vezan mu je uz Zagrebačko kazalište mladih, a od 1975. do 1990. bio je angažiran kao redatelj Dramskog kazališta Gavella u Zagrebu, gdje je ostvario niz zapaženih režija: Gartlic kajkavski M. Kuzmanovića – Ž. Mesarića, Sablasna sonata A. Strindberga, Amadeus P. Shaffera i dr. Za vrijeme Domovinskog rata, u sezoni 1992/93. bio je ravnatelj Drame Hrvatskog narodnog kazališta u Osijeku.
Od 1994. započinje pedagoški rad kao docent na Odsjeku glume Akademije dramske umjetnosti Sveučilišta u Zagrebu, te u razdoblju do 1996. godine pokazuje izraziti smisao za umjetničku pedagogiju, realiziravši sa svojim studentima zanimljive i pedagoški dobro usmjerene ispitne produkcije.
Od 1996. do 2000. godine ravnatelj je  Drame Hrvatskoga narodnog kazališta u Zagrebu, a potom se vraća pedagoškoj ulozi kao docent na Odsjeku glume Akademije dramske umjetnosti Sveučilišta u Zagrebu, gdje je kasnije radio kao redovni profesor sve do odlaska u mirovinu.
Režirao je i u Osijeku, Varaždinu, Dubrovniku, Rijeci (Vuci Nehajev-Gašparović), Splitu (Dan kad je Mary Shelley srela Charlottu Bronte E. Maneta, Kamov, smrtopis S. Šnajdera), Sloveniji (Maribor, Celje, Ljubljana) te Pečuhu. U kazalištu Marina Držića režirao je Mamino srce Kamova, Moskar Goldoni-Čale, Od ženidbe do rastave Feydeaua, Svršetak igre S. Becketta, a na Dubrovačkim ljetnim igrama u nekoliko je navrata devedesetih godina osmislio svečano otvaranje i Sonete W. Shakespearea kao Ponoćnu serenadu.
U Hrvatskom narodnom kazalištu u Zagrebu režirao je Šenoinu Kletvu, Sina domovine A. Cesarca, Krležinu Ledu (u okviru kompletne trilogije Glembajevih). U Varaždinu je režirao Šenoinu Ljubicu, Kolarovu Brezu, Don Juan se vraća iz rata E. von Horvatha, Kolar -Radakovićevu Brezu. U kazalištu Komedija režirao je Matijaš Grabancijaš dijak Tituša Brezovačkog i Gospodsko dijete Kalmana Mesarića, Svoga tela gospodar S. Kolara, Zelenikakdu Schnitzler-Škrabea. U Hrvatskom narodnom kazalištu u Osijeku režirao je Djevojku bez miraza Ostrovskog, Pustolov pred vratima Begovića, Neprijatelja naroda Henrika Ibsena, Žetveni ples B. Friela, te u koprodukciji HNK u Osijeku i Kazališta u Pečuhu predstavu Kadet Senkera-Mujičića, Moć zemlje J. Matka, Lukavu udovicu Goldoni-Špišića. Radio je i niz predstava u Histrionima (Diogeneš A.Šenoe, Cardenio S. Greenblatta, Plavi podrum N. Škrabea i dr., u ZKM-u (Preludij za dobre ljude s trga D. Jelačića-Bužimskog, Ivek u bijegu I. Juhasza i dr. Ostvario je i niz televizijskih režija, adaptacija djela hrvatskih pisaca te adaptacije hrvatske moderne i realizma u suradnji s književnikom D. Jelačićem-Bužimskim. Režirao je i veliki broj radiodrama. 
Za svoja redateljska postignuća dobio je niz nagrada, primjerice dvaput nagradu Gavellinih večeri (Sablasna sonata Strindberga i Kruh Čede Price), nekoliko puta Nagradu hrvatskog glumišta (Amadeus P. Shaffera, Kamov S. Šnajdera, HNK Split i Ivek u bijegu I. Juhasza, ZKM) i Marula za Svoga tela gospodar S. Kolara).
Kao član Hrvatskog kulturnog kluba ujedno je i član Stručnog povjerenstva za dodjelu Godišnje nagrade za promicanje hrvatske kulture u svijetu. Bio je član Kazališnog vijeća Hrvatskoga narodnog kazališta u Zagrebu, te predsjednik Vijeća za kazališnu djelatnost Ministarstva kulture RH i član Programskog vijeća HRT-a.
Za osobite zasluge za kulturu odlikovan je Redom Danice hrvatske s likom Marka Marulića.